# Le petit Nègre
Le petit Nègre (Frans voor: De kleine neger, ook bekend in het Engels als The Little Negro, origineel The Little Nigar) is een korte compositie voor piano van de Franse componist Claude Debussy geschreven in het jaar 1909.
Het doel van de compositie was om een leuk werk te schrijven dat óók door kinderen kon worden gespeeld. Het werk doet veel denken aan Golliwogg's Cakewalk uit Debussy's Children's Corner, een pianosuite die hij een jaar eerder componeerde.
Het werk heeft de aanduiding allegro en begint met een in 2/4 maat geschreven 'jazzy' gesyncopeerd thema, dat overduidelijk geënt is op de ragtime muziek, die vlak na de eeuwwisseling als genre erg populair was. Dan volgt een wat lyrischer passage (aangeduid met: 'espressivo' = met uitdrukking), waarin - net als in Golliwogg's Cakewalk - een Wagneriaanse melodie zit verstopt. Aan het einde sluit de ragtime het stukje weer af.
Debussy zette zich in zijn geschriften erg af tegen de nogal pompeuze muziek van Wagner, maar had heimelijk toch ook bewondering voor deze componist, omdat Wagner erin slaagde een typisch Duitse nieuwe laatromantische stijl door te voeren. De heimelijke bewondering voor Wagner wordt gezien als de reden dat het Wagner-citaat pianissimo gespeeld dient te worden. Debussy wilde, net zoals Wagner van belang was voor de muziekwereld in Duitsland, zelf ook een 'nieuwe' Franse muziekstijl realiseren, en zocht het daarbij regelmatig in exotische invloeden. In dit werkje zit dus zowel een vleugje jazz als Duitse laatromantiek verstopt.
Talloze transcripties voor verscheidene bezettingen van dit bekende werk werden gemaakt.